# Óriás-hangyászpitta
Az óriás-hangyászpitta (Grallaria gigantea) a madarak osztályának verébalakúak (Passeriformes) rendjébe és a hangyászpittafélék (Grallariidae) családjába tartozó faj.

## Rendszerezése
A fajt George Newbold Lawrence amerikai üzletember és amatőr ornitológus írta le 1866-ban.

## Alfajai
- Grallaria gigantea gigantea – Lawrence, 1866
- Grallaria gigantea hylodroma – Wetmore, 1945
- Grallaria gigantea lehmanni – Wetmore, 1945[2]

## Előfordulása
Az Andok-hegységben, Kolumbia délnyugati részén és Ecuador területén honos. Természetes élőhelyei a szubtrópusi és trópusi hegyi erdők és legelők. Állandó, nem vonuló faj.

## Megjelenése
Testhossza 24 centiméter.
|  |

## Természetvédelmi helyzete
Az elterjedési területe nagyon kicsi és még csökken is, egyedszáma 600-1700 példány közötti és szintén csökken. A Természetvédelmi Világszövetség Vörös listáján sebezhető fajként szerepel.